# Chrysochroa mirabilis
Chrysochroa mirabilis es una especie de escarabajo barrenador metálico del género Chrysochroa, categorizada en la tribu Chrysochroini, de la subfamilia Chrysochroinae. Fue descrita científicamente por Thomson en 1878.

## Distribución geográfica
Habita en la región indomalaya.

## Tratamiento taxonómico
La especie aparece registrada y publicada en Typi Buprestidarum Musaei Thomsoniani. E. Deyrolle, Paris, 103 pp. (1878).